# 蘭開斯特鎮區 (印地安納州韋爾斯縣)
蘭開斯特鎮區（英語：Lancaster Township）是位於美國印地安納州韋爾斯縣的一個行政鎮區。

## 地方資料
根據2010年美國人口普查的數據，蘭開斯特鎮區的面積為122.10平方千米，當中陸地面積為121.70平方千米，而水域面積為0.40平方千米。當地共有人口5705人，而人口密度為每平方千米46.72人。